# ホープエナジー
株式会社ホープエナジー（HOPE ENERGY,INC.）は、かつて特定規模電気事業者（新電力）を手掛けていた企業。ホープの元子会社。

## 概要
ホープは自治体向けビジネスのノウハウを生かし、2018年3月に小売電気事業者としての許認可を受け、特定規模電気事業を開始。全国の自治体や公共施設などに対して電力の供給を行ってきた。
しかし、エネルギー事業は売上高が年を追うことに増加の一途を辿る一方で、赤字決算が続いた。2020年12月から2021年1月にかけて日本卸電力取引所における電力取引価格が高騰した事が、ホープの業績悪化に追い打ちをかける形となり、2021年1月分の電力会社が補給する不足分のペナルティ（不足インバランス料金）65億円を請求されたため、2021年6月期におけるホープのエネルギー事業は約69億2400万円の最終赤字に転落したと同時に、ホープ自体も債務超過に転落した。
ホープは経済産業省に対して不足インバランス料金の分割払いの特例措置を申請した他、第三者割当増資や行使価額修正条項付新株予約権、私募債の発行などで資金調達を図り、2021年1月分の不足インバランス料金は同年12月に分割払いによる完済した。しかし、2021年10月以降は電力取引価格が再度高騰したため、赤字が拡大したと同時に資金繰りが悪化した。
ホープは2021年12月1日付で持株会社制へ移行するにあたり、同年8月11日にエネルギー事業を2020年10月に設立したホープエナジーへ吸収分割で移管する事を発表。ホープエナジーは同年12月1日付でホープからエネルギー事業を吸収分割により譲受した。
ホープの持株会社制への移行後も、資金不足から借入金の返済の延滞、新たに発生した不足インバランス料金の支払い等に伴い、ホープの資金繰りの悪化が露呈される形となり、2022年2月14日には有限責任監査法人トーマツから2022年6月期第2四半期報告書におけるレビューにおいて意見不表明を突き付けられた。
ホープエナジーは2022年3月14日、一部の需要家宛てに「弊社からの電力供給停止のお知らせ」を通知した他、中部電力パワーグリッドから「託送供給契約にかかる解除通知を受け電力供給を停止せざるを得ない状況となった」と東京商工リサーチに対して説明したが、中部電力パワーグリッドは同年3月15日に、東京商工リサーチの取材に対して「正確にはホープエナジーとの契約は解約されていない。3月11日に現状の改善を申し入れ、改善されない場合は解約もあり得ると通知した」「事実関係に基づかないお知らせに困惑している。現在中部電力パワーグリッドに多くの問い合わせが寄せられているが、順次回答している」とコメントし、ホープエナジーと中部電力パワーグリッドとの間で意見の食い違いが生じた。
ホープエナジーは2022年3月22日に、一般送配電事業者に対する託送料金の未納などにより、全ての一般送配電事業者との託送供給契約を解除したと同時に、ホープも同日に、ホープエナジーの破産申立を決議。ホープエナジーは同年3月25日に東京地方裁判所へ破産を申請し、同日付で破産手続開始決定を受けた。負債総額は約300億円。